# Operace Together Forward
Operace Together Forward (Společně vpřed, někdy jako Operace Vpřed; angl. Operation Together Forward, resp. Operation Together; arab. Amaliya Ma’an ila Al-Amam) představovala neúspěšný pokus amerických a iráckých sil o nastolení pořádku v iráckém hlavním městě Bagdád. Operace probíhala v druhé polovině roku 2006. Šlo o reakci na násilnosti vyvolané pumovým útokem na mešitu al-Askari ve městě Samarra, ke kterému došlo v únoru 2006.
Plán zvýšení bezpečnosti ve městě byl oznámen 14. června novým iráckým premiérem Núrím Malíkím. Hlavní roli měly hrát irácké bezpečnostní složky, přičemž americká vojska jim v případě potřeby poskytovala podporu. Celkem mělo být nasazeno okolo 70 000 příslušníků bezpečnostních sil.
Posílená bezpečnostní opatření zahrnovala zákaz vycházení od 21:00 do 06:00, zvýšení počtu hlídek a kontrolních stanovišť či přísnější pravidla pro nošení zbraní. Kromě toho docházelo k útokům na vytipované cíle s cílem narušit infrastrukturu povstalců. I přes vynaložené úsilí plán selhal. K násilnostem docházelo v nezměněné intenzitě. Důkazem je i týden, během kterého došlo ke čtyřem pumovým útokům z nichž si každý vyžádal více než 40 obětí.